# Silvian Iosifescu
Silvian Iosifescu (n. 21 ianuarie 1917, București, România – d. mai 2006, București, România) a fost un critic literar, pedagog și traducător român, profesor de literatură română la Facultatea de Litere a Universității din București. A fost șeful catedrei de teorie literară. Iosifescu s-a născut într-o familie de evrei.

## Biografie
Sylvain sau Silvian Iosifescu s-a născut la București în 1917 ca fiu al lui Pincu Iosifescu, evreu sefard, și al lui Tonia (Tama) născută Levinson, evreică așkenază. În 1934, a terminat studiile medii la liceul Matei Basarab și, în continuare, în anii 1934-1939, a studiat la Facultatea de litere și filozofie a Universității din București. La vârsta de 19 ani a scris primul său articol, în care pledat cu entuziasm în favoarea psihanalizei. S-a alăturat partidului comunist încă din ilegalitate și a colaborat la revistele antifasciste Cuvântul liber și Era nouă.
În perioada de tranziție spre instaurarea regimului comunist în România, Silvian Iosifescu a fost redactor la ziarul Scînteia, organul Partidului Comunist și, în perioada 1945-1949 a fost redactor la Editura de Stat. Din anul 1948 a început cariera sa universitară. A devenit profesor la Universitatea din București, șef al Catedrei de teoria literaturii.
A contribuit în mod deosebit la edițiile critice din timpul regimului comunist ale operelor lui Ion Luca Caragiale, a scris studii despre creația acestui scriitor clasic („Dimensiuni caragialiene”, „Momentul Caragiale”, 1963) și i-a tradus în franceză unele scrieri. Iosifescu a mai comentat ediții din scrierile lui Grigore Alexandrescu și Liviu Rebreanu, ale unor traduceri în română ale lui Voltaire, George Bernard Shaw ș.a., antologii din proza umoristică română și franceză. 
Intelectual veritabil, erudit, în ultimele decenii ale activității sale, în împrejurările relativei liberalizări (oscilante) a politicii culturale a regimului comunist, Iosifescu a putut să se elibereze din cadrul îngust al concepției realismului socialist și să publice lucrări de valoare în domeniul teoriei literare, ca de pildă „În jurul romanului” (1961), „Literatura de frontieră” (1969), „Construcție și literatură” (1970), „Configurație și rezonanțe; un itinerariu teoretic” ( 1973), „Mobilitatea privirii despre perspectiva narativă în proza secolului al XX-lea”.
Iosifescu a acordat o atenție deosebită literaturii aflate la frontiera cu filosofia și psihologia (de exemplu, eseurile, aforismele, moralistica, confesiunile), cu știința (literatura științifico-fantastică) și cu istoria (romanul istoric, memorialistica, biografia romanțată, notele de călătorie etc). A tradus din franceză și engleză cărți de Robert Graves, Erskine Caldwell, Romain Rolland și alții. 
A murit în 2006 la vârsta de 89 de ani după o boală cu evoluție îndelungată.

## Distincții
- Ordinul Muncii clasa a III-a (21 august 1954) „pentru merite deosebite pe tărîmul construcției de stat, economice, sociale și culturale, cu ocazia celei de a zecea aniversări a eliberării patriei noastre”[3]
- Ordinul „Steaua Republicii Populare Romîne” clasa a IV-a (13 octombrie 1964) „cu prilejul aniversarii a 100 de ani de la înființarea Universității din București, pentru activitate îndelungată, contribuție în dezvoltarea științei și merite deosebite în dezvoltarea învățămîntului superior”[4]

## Opera literară
Iosifescu a scris 25 volume de critică, teorie și istorie literară, de asemenea, a realizat traduceri și a îngrijit ediții critice. 

### Cărți proprii (selecție)
- Oameni și cărți, București, Editura de Stat, 1946;
- Alexandru Vlahuță, București, Scrisul Liber, 1949;
- Vasile Cârlova și Grigore Alecsandrescu, București, Scrisul Liber, 1949;
- Caragiale, București, Editura pentru literatură și artă a Uniunii Scriitorilor din R.P.R., 1951;
- Oameni deosebiți, București, Editura de Stat pentru literatură și artă, 1954;
- Probleme și opere contemporane, București, Editura de Stat pentru literatură și artă, 1954;
- Eroi și conflicte în dramaturgia noastră actuală, București, Editura de Stat pentru literatură și artă, 1955;
- Furtună în cancelarie, București, Editura de Stat pentru literatură și artă, 1956;
- Romantismul eroului revoluționar, București, Editura de Stat pentru literatură și artă, 1956;
- Drumuri literare, București, Editura de Stat pentru literatură și artă, 1957;

#### Traduceri ale operelor sale în alte limbi
- Caragiale, traducere în limba maghiară de György Fáskerthy, Állami Irodalmi és Művészeti Kiadó, București, 1955.[5]

### Traduceri
din franceză:
- Romain Rolland, Călătorie în țara muzicii (1947; ed. a II-a, 1964) – în colaborare cu Vera Călin
- Romain Rolland, Inima vrăjită (1949–1956, 1960, 1961, 1964) – în colaborare cu Vera Călin
- Hippolyte Taine, Pagini de critică literară (1965)

din engleză:
- John Steinbeck, Bătălia (1958);
- Robert Graves, Eu, Claudius, împărat (1973).